# Stúpa osvícení

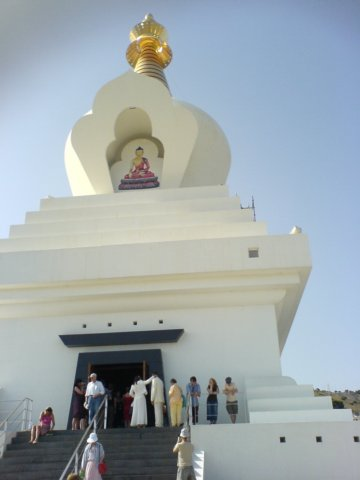
Stúpa osvícení ve španělské Benalmádeně.

Stúpa osvícení je jedním z osmi typů buddhistických stúp. Jedním z nejznámějších příkladů tohoto typu stúpy je stúpa osvícení ve městě Benalmádena ve španělské Andalusii. Při své výšce 33 metrů je nejvyšší stúpou v Evropě. Oficiálně byla dokončena 5. října 2003 a byla završením projektu bhútánského buddhistického učitele Lobpön Cečhu rinpočheho. Slavnostně byla inaugurována lamou Žamarem rinpočhem. Stúpa osvícení symbolizuje dosažení Buddhova osvícení. Ta v Benalmádeně je oproti většině jiných stúp stejného typu neobvyklá v tom, že se dá do ní vejít - uvnitř se nachází meditační místnost o rozloze 100 metrů čtverečních a místnost, která slouží k ukázce kultury tibetského buddhismu.
Další příklad najdeme i v Česku, konkrétně se jedná o stúpu osvícení v Těnovicích u Plzně. Byla postavena a inaugurována 14. září 2014 v areálu meditačního centra buddhismu Diamantové cesty. Slavnostní inauguraci provedl nepálský buddhistický učitel Šerab Gjalcchen rinpočhe a přítomen byl také lama Ole Nydahl. Jde o první stúpu postavenou v ČR.